# دهستان بهادران
بهادران، دهستانی از توابع بخش مرکزی شهرستان مهریز در استان یزد ایران است.
این دهستان متشکل از چهار روستا به نام های کریم‌آباد٬ علی‌آباد٬ بهادران و مهدی‌آباد است
این دهستان در فاصله ۶۰ کیلومتری شهرستان مهریز و ۵۵ کیلومتری  شهرستان انار واقع شده است

## جمعیت
براساس سرشماری سال ۱۳۹۰ جمعیت نفر ۷۰۰۰ (۱٬۱۱۱ خانوار) بوده‌است.